# Вениславский, Фёдор Владимирович
Фёдор Владимирович Вениславский (укр. Федір Володимирович Веніславський; род. 16 мая 1969, Олыка, Волынская область) — украинский государственный и политический деятель, учёный-правовед. Кандидат юридических наук, доцент, доцент кафедры конституционного права Национального юридического университета имени Ярослава Мудрого. Народный депутат Верховной рады Украины IX созыва (с 2019) и Представитель Президента Украины в Конституционном Суде Украины (c 2019).

## Биография

### Молодость и образование
Родился в семье крестьянина.
С 1976 по 1986 г.г. учился в Олыцкой средней школе, которую окончил с серебряной медалью.
С 1989 г. учился в Харьковском юридическом институте. В 1994 г. окончил с отличием Украинскую государственную юридическую академию и поступил в аспирантуру Украинской государственной юридической академии на кафедру конституционного права Украины.
Профессиональная и научная деятельность.
Трудовую деятельность начал в 1986 г. рабочим строительной бригады колхоза имени Ленина (пгт Олыка).
С 1987 по 1989 г.г. проходил военную службу в рядах Советской Армии, демобилизовался в звании сержанта. В 1997 г. окончил аспирантуру и был направлен на работу ассистентом кафедры конституционного права Украины Национальной юридической академии имени Ярослава Мудрого.
Работа преподавателем и юристом
В 2000 г. защитил диссертацию на соискание ученой степени кандидата юридических наук. Тема диссертации «Конституционные основы взаимоотношений законодательной и исполнительной власти на Украине». В 2003 году назначен на должность доцента кафедры конституционного права Украины. Является автором и соавтором более 100 научных, научно методических, научно публицистических работ по проблемам организации и функционирования органов государственной власти в Украине, обеспечения прав и свобод человека и гражданина. Участвовал в законопроектной работе; готовил выводы по делам, которые находятся в производстве Конституционного Суда Украины. В 2001 г. по контракту с Министерством юстиции Украины проводил исследование правовой системы Украины по заказу Всемирного банка. В 2004 г. по совместному заказу Министерства юстиции Канады и Министерства юстиции Украины исследовал причины коррупции на Украине в рамках т. н. «проекта по содействию справедливости в государственном секторе».
В 2014 г. проводил исследование качества судебных решений по результатам рассмотрения избирательных споров судами Украины. Участвовал в рабочей группе по доработке проекта Закона Украины «Об очищении власти». От имени правозащитных организаций неоднократно отстаивал права человека в судах, предоставлял бесплатные юридические консультации социально незащищенным слоям населения. Политическая деятельность 2014 г. — на выборах в Верховную Раду — кандидат в народные депутаты от одномандатного мажоритарного округа № 23 (Волынская область). Самовыдвиженец. Беспартийный.
В июне 2019 года выступал как представитель Президента Украины в Конституционном суде в судебном процессе по конституционности Указа президента по поводу досрочного прекращения полномочий Верховной Рады. Член Комиссии по правовой реформе с 7 августа 2019 года. На внеочередных парламентских выборах 2019 был избран народным депутатом от партии «Слуга народа», будучи № 88 в списке. Беспартийный. Член Комитета Верховной Рады по вопросам национальной безопасности, обороны и разведки.

## Семья
Женат. Имеет двоих сыновей.